# Замок Биденег
Замок Биденег (нем. Schloss Bidenegg, также нем. Biedenegg или нем. Bideneck) — средневековый замок, расположенный на территории тирольской коммуны Флис, в округе Ландекк. Замковый комплекс на этом месте впервые упоминается в документе за 1339 год. Крепость считалось слабозащищенной для стандартов того времени: она была легко доступна с одного из склонов холма. Двенадцать зубцов высотой 1,5 метра в форме ласточкиного хвоста были добавлены позднее. В 1546 году замок был приобретён Гансом Траутзоном (Trautson); весь комплекс был перестроен в XVI веке и во многом сохранил свой облик до XXI века. Замок принадлежит семье Пёлль с 1994 года.

## История
Достоверные сведения о строительстве замка Биденег во Флисе, по данным на 2003 год, отсутствовали. В документе за 6 мая 1339 года упоминается некий «Генрих дер Потцнер из „Пибенекке“» (Heinrich der Potzner von Pybenekke). Возможно, что замок уже существовал в XII веке. В 1499 году владельцем вотчины и замка являлся Бернхард Зигвайн, который был последним потомком мужского пола в своей семье. В 1501 году император Максимилиан I передал вотчину братьям Рюленду и Зигмунду фон Шрофенштейнам. В 1693 году замок и земли перешли по наследству к Исааку Андре Бенедикту фон Паху — его семья владела замком до 1994 года. Затем замок стал собственность семи Пёлль (Pöll), которая планировала открыть в его помещениях краеведческий музей.
Во внешнем облике замка доминирует четырехъярусная цитадель высотой почти в 30 метров; цитадель имеет квадратное сечение со стороной в 10 м, при относительно нетолстых стенах из бутового камня в 1,3 м у основания. Историческая железная дверь в замок, добавленная в XV веке, сохранилась до наших дней. В замке также сохранился исторический зал «Schrofensteinstube» на верхнем этаже: он считается одним из самых красивых интерьеров эпохи Возрождения в Северном Тироле.